# Discovery (Schiff, 2013)
Die Discovery ist ein britisches Forschungsschiff des National Oceanography Centre der University of Southampton. Reeder des Schiffes ist das Natural Environment Research Council (NERC), bereedert wird es von National Marine Facilities des National Oceanography Centre (NOC).

## Geschichte
Das Schiff wurde unter der Baunummer 704 auf der spanischen Werft C.N.P Freire in Vigo gebaut. Der Bauvertrag wurde im März 2010 unterzeichnet. Der erste Stahlschnitt erfolgte am 11. November 2010. Die Kiellegung des Schiffes fand am 15. Februar 2011, der Stapellauf im Januar 2012 statt. Das Schiff wurde am 8. Juli 2013 abgeliefert. Taufpatin des am 10. Oktober 2013 getauften Schiffes war The Princess Royal, Prinzessin Anne.
Der Schiffsentwurf stammte vom norwegischen Unternehmen Skipsteknisk.
Der Bau des Schiffes hat rund 75 Millionen £ gekostet. Das Schiff ersetzt den gleichnamigen Vorgängerbau und ist das vierte britische Forschungsschiff mit diesem Namen.
Wie sein Vorgänger ist das Schiff – das größte der Forschungsschiffe des Vereinigten Königreichs – nach dem Expeditionsschiff von Robert Falcon Scott benannt, mit dem dieser seine Forschungsreisen in die Antarktis unternahm.

## Technische Daten und Ausstattung
Der Antrieb des Schiffes erfolgt dieselelektrisch. Für die Propulsion stehen zwei Elektromotoren des Herstellers Wärtsilä zur Verfügung. Die Motoren treiben zwei Propellergondeln mit jeweils 2.200 kW Leistung an. Die Propellergondeln sind mit Festpropellern ausgerüstet. Die Stromerzeugung für die Antriebsmotoren erfolgt über vier Generatorsätze des Herstellers Wärtsilä. Die Achtzylinder-Dieselmotoren (Typ: 8L20) verfügen jeweils über 1.770 kW Leistung. Sie treiben vier Generatoren mit jeweils 1250 kVA Scheinleistung an. Als Querstrahlsteueranlagen stehen eine ausfahrbare Propellergondel mit 1.350 kW Leistung und ein Wasserstrahlantrieb mit 1.700 kW Leistung zur Verfügung. Das Schiff verfügt über ein System zur dynamischen Positionierung.
Der Rumpf des Schiffes ist eisverstärkt (Eisklasse 1D).
Das Schiff verfügt über acht Decks. An Bord befinden sich mehrere Labore, die zusammen knapp 400 m² groß sind. An Deck ist Platz für bis zu 18 20-Fuß-Container. Durch Laborcontainer lässt sich so auch die Laborkapazität erhöhen. Das Schiff ist für maximal 52 Personen ausgelegt, 24 Besatzungsmitglieder und 28 Wissenschaftler bzw. Techniker. Für alle Besatzungsmitglieder und Wissenschaftler bzw. Techniker stehen Einzelkabinen zur Verfügung. Das Schiff kann rund 50 Tage auf See bleiben.
Für die Forschung ist das Schiff mit verschiedenen Winden und Hebewerkzeugen ausgerüstet, darunter ein Kran mit einer Kapazität von 250 t, der sich im Mittschiffsbereich befindet sowie zwei Krane im Heckbereich, die jeweils 40 t heben können. Am Heck des Schiffes befindet sich ein Heckgalgen, der bis zu 20 t heben kann. Im Rumpf des Schiffes sind Sonar- und Echolotanlagen untergebracht, die z. B. in der Hydrographie, Bathymetrie und Fischereiforschung genutzt werden können. Von Bord der Discovery können ferngesteuerte Forschungsroboter (ROV) aus eingesetzt werden, darunter das ROV-System „Isis“, das in Tiefen von mehr als 6.000 m operieren kann.